# Fortifikationsverket

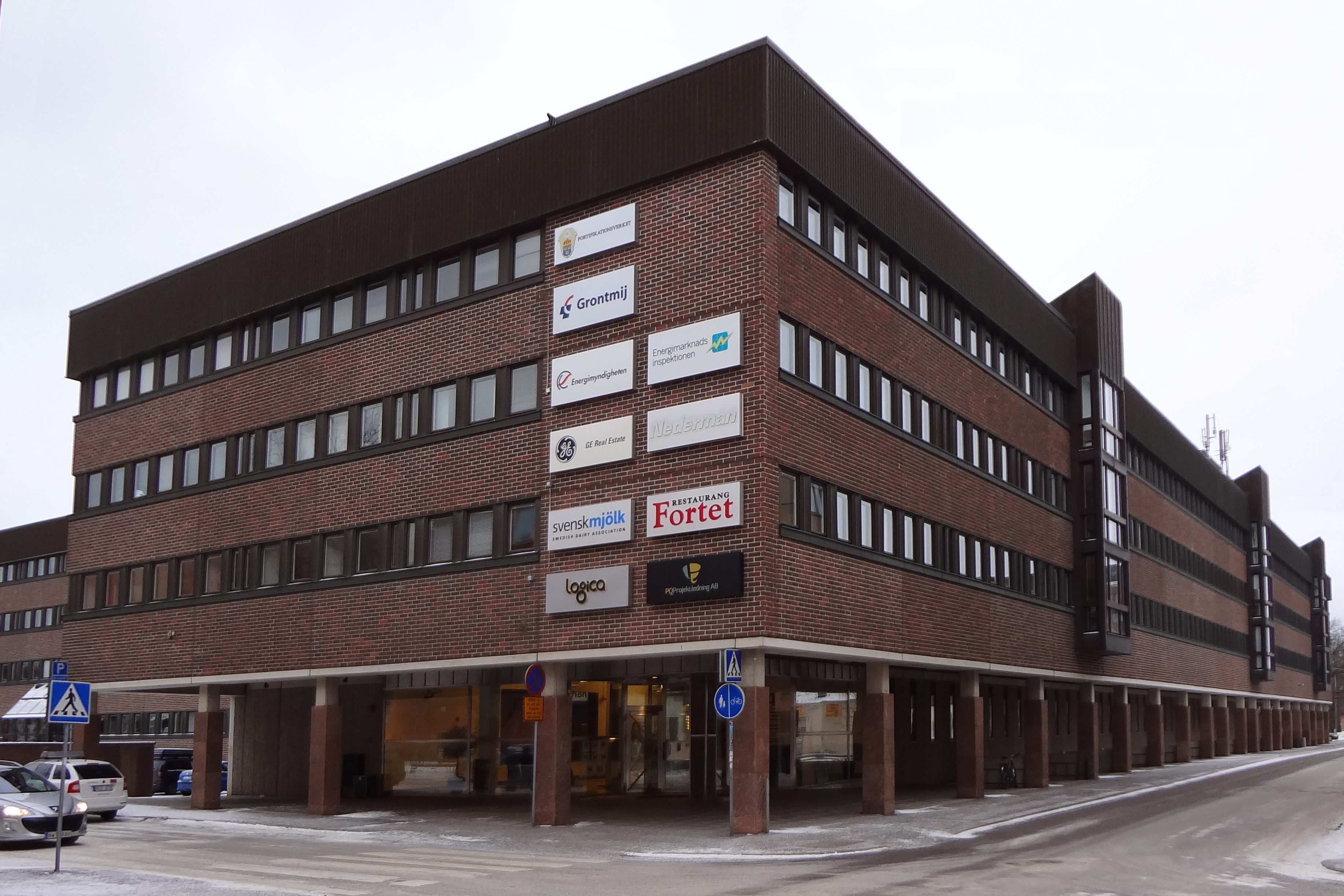
Fortifikationsverkets lokaler i fastigheten "Fortet" i Eskilstuna.

Fortifikationsverket är en svensk statlig förvaltningsmyndighet, som sorterar under Finansdepartementet och ansvarar för att förvalta en viss del av statens fasta egendom, såsom fastigheter avsedda för försvarsändamål.

## Historik
Fortifikationsverkets historik sträcker sig tillbaka till 1635 då Kungliga Fortifikationen bildades. Genom försvarsbeslutet 1936 gjordes 1937 en delning av Kungliga Fortifikationen till ingenjörtrupperna, signaltrupperna och fortifikationskåren.Senare genom försvarsbeslutet 1948 bildades Fortifikationsförvaltningen och 1994 fick man namnet Fortifikationsverket, samtidigt som man blev en fristående myndighet under försvarsdepartementet. 1997 tog verket över fastighetsansvaret från Försvarsmakten och 1999 överfördes myndigheten till Finansdepartementet.
I Regeringen Reinfeldts budgetproposition för 2012 (2011/12:1) föreslogs en omstrukturering av Fortifikationsverket, detta efter en utredning som överlämnats till regeringen i april 2011, statens fastighetsförvaltning (Fi 2009:04), betänkandet Staten som fastighetsägare och hyresgäst (SOU 2011:31). Utredningen föreslog att Fortifikationsverkets öppna fastighetsbestånd tillsammans med statliga Specialfastigheter slås samman till ett bolag. Vidare föreslogs att Försvarsmaktens försvarsanläggningarna (säkra berganläggningar) och utlandscamper överförs till Försvarsmakten regi, samt att statliga byggnadsminnen (som idag används i verksamhet) överförs till Statens Fastighetsverk. Under 2012 skulle riksdagen besluta, efter ny proposition från regeringen, om hur den statliga fastighetsförvaltningen skulle se ut och verka.
I början av september 2013 föreslogs att både Fortifikationsverket och Statens Fastighetsverk skulle läggas ned och tillsammans bilda en ny myndighet. Onsdagen den 18 december 2013 beslutade regeringen att inte genomföra någon nedläggning vilket innebär att såväl Fortifikationsverket som Statens Fastighetsverk blev kvar i befintlig form.

### Historiska förband
År 1966 organiserades byggnadskontor som egna myndigheter inom de dåvarande militärområdena. Gotlands militärområdes byggnadskontor (ByG) införlivades 1980 i Gotlands militärkommando (MKG). Den 1 juli 1982 omorganiserades dessa myndigheter till att bli regionala avdelningar inom Fortifikationsförvaltningen (FortF). I samband med att Fortifikationsverket (FORTV) bildades den 1 juli 1994 kom samtliga regionala avdelningar, med undantag av den i Karlstad, att ingå som förvaltningsregioner inom Fortifikationsverket.
Byggnadskontor
| Beteckning | Namn                                          | Militärområde                 | Garnison               | Aktiv     | Kommentar |
| ---------- | --------------------------------------------- | ----------------------------- | ---------------------- | --------- | --------- |
| ByS        | Södra militärområdets byggnadskontor          | Södra militärområdet          | Kristianstads garnison | 1966–1982 |           |
| ByV        | Västra militärområdets byggnadskontor         | Västra militärområdet         | Skövde garnison        | 1966–1982 |           |
| ByÖ        | Östra militärområdets byggnadskontor          | Östra militärområdet          | Strängnäs garnison     | 1966–1982 |           |
| ByB        | Bergslagens militärområdes byggnadskontor     | Bergslagens militärområde     | Karlstads garnison     | 1966–1982 |           |
| ByNN       | Nedre Norrlands militärområdes byggnadskontor | Nedre Norrlands militärområde | Östersunds garnison    | 1966–1982 |           |
| ByÖN       | Övre Norrlands militärområdes byggnadskontor  | Övre Norrlands militärområde  | Bodens garnison        | 1966–1982 |           |
| ByG        | Gotlands militärområdes byggnadskontor        | Gotlands militärkommando      | Visby garnison         | 1966–1979 |           |

Byggnadsområden
| Beteckning | Namn                        | Militärområde                 | Garnison               | Aktiv     | Kommentar |
| ---------- | --------------------------- | ----------------------------- | ---------------------- | --------- | --------- |
| FortF/Syd  | Södra byggnadsområdet       | Södra militärområdet          | Kristianstads garnison | 1982–1994 |           |
| FortF/Väst | Västra byggnadsområdet      | Västra militärområdet         | Skövde garnison        | 1982–1994 |           |
| FortF/Öst  | Östra byggnadsområdet       | Östra militärområdet          | Strängnäs garnison     | 1982–1994 |           |
| FortF/B    | Bergslagens byggnadsområde  | Bergslagens militärområde     | Karlstads garnison     | 1982–1994 |           |
| FortF/NN   | Nedre Norra byggnadsområdet | Nedre Norrlands militärområde | Östersunds garnison    | 1982–1994 |           |
| FortF/ÖN   | Övre Norra byggnadsområdet  | Övre Norrlands militärområde  | Bodens garnison        | 1982–1994 |           |

## Verksamhet

### Uppgifter
Fortifikationsverket ska
- på uppdrag av regeringen genomföra nybyggnation och ombyggnation av fast egendom samt för statens räkning förvärva fast egendom,[8]

- bistå Försvarsmakten i lokalförsörjningsfrågor,[9]

- ansvara för anskaffning av mark samt för etablering, förvaltning och avyttring av byggnader, anläggningar med mera för försvarets behov i samband med internationella fredsbevarande och humanitära insatser,[10]

- bedriva fortifikatoriskt utvecklingsarbete så att kompetens för det svenska samhällets behov inom skydds- och anläggningsteknik kan utvecklas och säkerställas,[11] samt

- på uppdrag av Försvarsmakten lämna underlag för inriktningen av och genomföra utvecklingsprojekt avseende skydds- och anläggningsteknik.[12]

Fortifikationsverket har inom sitt verksamhetsområde rätt att bedriva uppdragsverksamhet.

### Fastighetsbestånd
Fortifikationsverket är en av landets största fastighetsägare med ett bestånd fördelat över hela landet. Markinnehavet uppgår till cirka 380 000 hektar, varav 100 000 hektar skog. Byggnadsbeståndet består av cirka 8 000 byggnader såsom kaserner, utbildningslokaler, ledningscentraler och verkstäder samt 7 700 befästningar. Verket äger berganläggningar, flygfält, hamnar med mera. Verket tar hand om 300 byggnadsminnen, många av dessa har en modern verksamhet.
Sammantaget förvaltar Fortifikationsverket byggnader och mark till ett värde av 9,3 miljarder kronor.
Bland de områden som Fortifikationsverket förvaltar finns Robotförsöksplats Norrland (RFN) i Vidsel, Villingsbergs skjutfält, Älvdalens övningsområde, Tofta skjutfält och landets samtliga garnisonsområden.

### Kunder
Den största kunden är Försvarsmakten. Även Försvarets materielverk, Totalförsvarets forskningsinstitut och Försvarets radioanstalt är viktiga kunder.

## Generaldirektörer och chefer

### Generaldirektörer och chefer för Fortifikationsförvaltningen
Generaldirektörer och chefer för Fortifikationsförvaltningen åren 1948–1994.

- 1948–1951: Nils Josef Einar Carlquist
- 1951–1963: Gunnar Christianson
- 1963–1971: Birger Wallén
- 1971–1983: Stig Swanstein
- 1983–1989: Eric Pettersson
- 1989–1994: Björn Körlof

### Generaldirektörer och chefer för Fortifikationsverket
Generaldirektörer och chefer för Fortifikationsverket verksamma sedan 1994.

- 1994–1999: Torsten Engberg
- 1999–2002: Jane Cederqvist
- 2003–2009: Sören Häggroth
- 2009–2011: Lena Jönsson [a]
- 2012–2018: Urban Karlström [b]
- 2018–20xx: Maria Bredberg Pettersson [c]